# Miecz-Trawosiecz

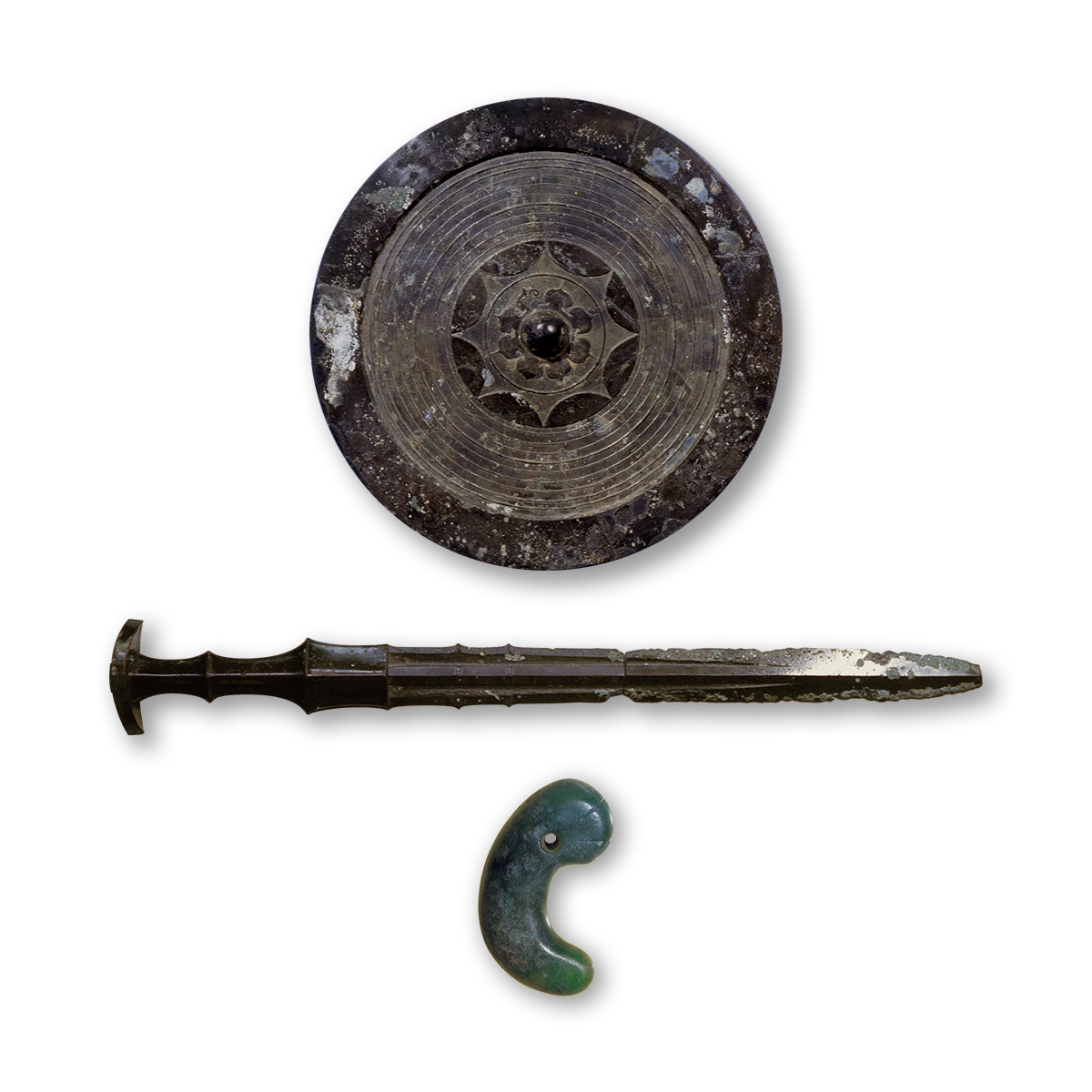
Artystyczna wizja japońskich regaliów cesarskich

Miecz-Trawosiecz zwany Kusanagi-no-tsurugi (jap. 草薙剣) lub Kusunagi-no-tachi, a także Ama-no-murakumo-no-tsurugi (jap. 天叢雲剣; Miecz zbierających się na niebie chmur lub miecz korny wobec nieba i przenikający serce) – jeden z „trzech świętych skarbów”, japońskich regaliów symbolizujących najwyższą władzę cesarza nad państwem. Ważny element legendy dynastycznej.

## Legendy
Wedle mitologii japońskiej, Susanoo, bóg burzy, wiatru i opadów, szalony rozrabiaka, wyrokiem niebiańskiego trybunału skazany zostaje na wygnanie z niebios i musi udać się na ziemię. Tu, w kontakcie z mocami ziemskimi, dokonuje szeregu pożytecznych czynów, które częściowo go rehabilitują. Pierwszy z tych czynów jest następujący: dla ratowania młodej dziewczyny imieniem Kushinada przed pożarciem przez ośmiogłowo-ośmioogoniastego węża, Susanoo stosuje podstęp i upija potwora gorzałką, po czym ćwiartuje go własnym mieczem. Odcinając jeden z jego ogonów trafia jednak na coś niezwykle twardego, tak twardego, że wyszczerbia się brzeszczot jego własnego miecza. Okazuje się, że w ogonie potwora był inny miecz, tak ostry, że można nim było rozciąć najdrobniejsze ziarenko. Susanoo uznaje to znalezisko za tak niezwykłe, iż godne ofiarowania dostojnej siostrze, bogini słońca Amaterasu, za obrazę której został z niebios wygnany.
Wedle innego mitu miecz ów, wraz z dwoma innymi skarbami-amuletami (ośmiogrannym zwierciadłem i szczęścionośnymi krzywulcami), bogini Amaterasu przekazała swojemu wnukowi Hikoho-Ninigi, wręczając mu je na pożegnanie, kiedy boski panteon postanowił go wysyłać na ziemię, aby ustanowił na niej ostateczny porządek.

## Nazwa
Nazwa Miecz-Trawosiecz wywodzi się jednak z jeszcze innego japońskiego mitu: 
Jeden z synów cesarza Keikō, dwunastego władcy Japonii (71–131), młody 16-letni książę Ousu (zwany też Yamato Takeru, czyli Najdzielniejszy z Yamato), wysłany na wyprawę karną przeciwko rebeliantom we wschodnim regionie kraju, odwiedził po drodze chram Wielkiego Bóstwa w Ise, gdzie przechowywany był ów święty miecz, aby złożyć tam nabożny pokłon. Jego ciotka, Yamato-hime, jasnowidząca kapłanka strzegąca skarbów, dała mu święty mieszek (mifukuro) oraz użyczyła świętego miecza na tę wyprawę. Choć ten fakt może zakrawać na świętokradztwo, okazało się wkrótce, że właśnie posiadanie tych rzeczy ocaliło życie młodemu księciu. Gdy nieprzyjaciel podstępnie wysłał go w głąb równiny porosłej stepem, po czym chcąc odciąć mu drogę odwrotu podpalił rosnące wokół trawy, młody książę, dostrzegłszy na horyzoncie kłęby dymu wyciął szybko boskim mieczem trawę wokół siebie, po czym posługując się krzesiwem, które znalazł w podarowanym mu mieszku, podpalił ją od swojej strony, tak że ogień zaczął się od niego oddalać. 
Zdaniem Wiesława Kotańskiego, polskiego japonisty, nazwa Miecz-Trawosiecz (Kusanagi-no-tsurugi) jest nazwą wtórną i została nadana świętemu mieczowi dopiero po wydarzeniu z wycięciem traw, być może przez samego księcia. Pierwotna nazwa Miecza-Trawosiecza, brzmiała Ama-no-murakumo-no-tsurugi (Miecz Zbierających Się Na Niebie Chmur) i miała pochodzić od obłoków, które każdorazowo zbierały się nad miejscem pobytu ośmiogłowego potwora. Poszukując właściwego znaczenia ukrytego w tej dość dziwnej nazwie można jednak było ją również odczytać jako Ama-no-murakumo-no-tsurugi, czyli (Kieł Przecinający Ostro Uczestnictwo w Nieładzie Gdziekolwiek On Występuje). Takie odczytanie ujawniałoby fakt, że ów boski miecz miał służyć do zwalczania wszelkich nieporządków, zamieszek, rozruchów i buntów, które zagrażały dynastii. Nadanie więc temu mieczowi innej, pozornej nazwy miało być jednym ze środków zabezpieczających manę miecza przed aktami magicznymi, które mogłyby mu odebrać jego sakralną moc. Wiesław Kotański w swojej książce Japońskie opowieści o bogach podaje jeszcze inną interpretację nazwy miecza. Tłumaczy ją jako miecz korny wobec nieba (ama-nomu) i przenikający serce (ura-kumo).

## Historia
Ów boski miecz jest rzekomo przechowywany i strzeżony jako najwyższa świętość przez kolejne pokolenia, najpierw legendarnych, a później już historycznych cesarzy w chramie Atsuta w Nagoi, stał się jednym z „trzech świętych skarbów”, japońskich regaliów cesarskich, przekazywanych kolejnym japońskim władcom podczas ich intronizacji.
Prawdziwość informacji o przechowywaniu miecza jest jednak niezweryfikowana.
Według Heike monogatari – zbioru historii spisanego w 1371 r. – miecz zatonął wraz z nieletnim cesarzem Antoku w czasie bitwy w zatoce Dan-no-ura (1185), ostatniego starcia w wojnie Genpei.